# Philippe Jaroussky
Philippe Jaroussky (sinh ngày 13 tháng 2 năm 1978) là một nam ca sĩ giọng countertenor người Pháp. Anh ta bắt đầu sự nghiệp âm nhạc của mình với đàn violin, và đã đoạt được một giải thưởng tại nhạc viện Versailles trước khi chuyển sang ca hát. 
Jaroussky được truyền cảm hứng để hát bởi countertenor Fabrice di Falco, xuất thân từ đảo Martinique. Jaroussky đã tốt nghiệp tại Nhạc viện Paris. 1996, anh ta được Nicole Fallien dạy ca.
Jaroussky đã đi trình diễn với một ban nhạc mà anh tự lập ra, Artaserse, cũng như thường trình diễn với Ensemble Matheus dưới sự điều khiển của Jean-Christophe Spinosi và với L'Arpeggiata được trông coi bởi Christina Pluhar.

## Giải thưởng
Jaroussky đã nhận được giải thưởng nghệ sĩ Pháp trữ tình hay nhất 2007. Jaroussky cũng đã được trao giải thưởng "Ca sĩ hay nhất của năm" của Echo Awards Classic, năm 2008. Anh cũng nhận được một Echo Award cổ điển năm 2012 cho Album Duetti.

## Bảng xếp hạng
| Năm  | Album                                               | Trình diễn                                                                          | hạng cao nhất | hạng cao nhất |
| Năm  | Album                                               | Trình diễn                                                                          | BEL Wa        | FRA           |
| ---- | --------------------------------------------------- | ----------------------------------------------------------------------------------- | ------------- | ------------- |
| 2004 | Un Concert pour Mazarin                             | Philippe Jaroussky & Jean Tubéry                                                    | —             | 132           |
| 2005 | Vivaldi: Virtuoso cantatas                          | Philippe Jaroussky                                                                  | —             | 128           |
| 2006 | Vivaldi: Heroes                                     | Philippe Jaroussky & Jean Christophe Spinosi                                        | —             | 26            |
| 2007 | Carestini                                           | Philippe Jaroussky                                                                  | —             | 30            |
| 2008 | Nisi Dominus / Stabat Mater - Vivaldi               | Marie-Nicole Lemieux, Philippe Jaroussky, Jean-Christophe Spinosi, Ensemble Matheus | 82            | 11            |
| 2008 | Carestini - The Story of a Castrato                 | Philippe Jaroussky & Emmanuelle Haim                                                | 87            | 92            |
| 2009 | Opium - Mélodies françaises                         | Philippe Jaroussky                                                                  | —             | 46            |
| 2009 | JC Bach - La dolce fiamma                           | Philippe Jaroussky                                                                  | 84            | 20            |
| 2010 | Stabat Mater & Motets to Virgin Mary                | Philippe Jaroussky                                                                  | —             | 167           |
| 2010 | Les stars du classique                              | Philippe Jaroussky                                                                  | —             | 155           |
| 2010 | Caldara in Vienna - Forgotten Castrato Arias        | Philippe Jaroussky                                                                  | 78            | 36            |
| 2011 | Fauré: Requiem                                      | Philippe Jaroussky, Matthias Goerne, Paavo Järvi                                    | —             | 74            |
| 2011 | Duetti                                              | Philippe Jaroussky                                                                  | —             | 66            |
| 2012 | La voix des rêves                                   | Philippe Jaroussky                                                                  | —             | 36            |
| 2012 | La voix des rêves / The Voice                       | Philippe Jaroussky                                                                  | 90            | 49            |
| 2013 | Farinelli: Porpora Arias                            | Philippe Jaroussky, Venice Baroque Orchestra, Andrea Marcon                         | 106           | 10            |
| 2013 | Pergolesi: Stabat Mater, Laudate Pueri & Confitebor | Philippe Jaroussky                                                                  | —             | 74            |
| 2014 | Pietà - Sacred Works                                | Philippe Jaroussky                                                                  | —             | 28            |